# Rafer Johnson
Rafer Lewis Johnson (Hillsboro, 18 de agosto de 1934 – Los Angeles, 2 de dezembro de 2020) foi um decatleta e campeão olímpico norte-americano. Competidor do decatlo em duas Olimpíadas, foi medalha de ouro em Roma 1960 e medalha de prata em Melbourne 1956. Também foi campeão da modalidade nos Jogos Pan-americanos de 1955, na Cidade do México e o atleta que acendeu a pira olímpica nos Jogos de Los Angeles 1984. Depois da carreira no atletismo enveredou pelo cinema, pela imprensa esportiva e no serviço público.

## Carreira
Johnson nasceu em 18 de agosto de 1934 em Hillsboro. Tornou-se praticante do decatlo aos 16 anos após ver em ação o bicampeão olímpico da modalidade Bob Mathias numa cidade próxima a de onde então morava, Kingsburg, na Califórnia. Começou a competir na prova aos 19 anos, quando era calouro na UCLA, em Los Angeles e em sua quarta competição quebrou o recorde mundial. Depois de se tornar campeão pan-americano em 1955 na cidade do México, classificou-se nas seletivas do país para disputar tanto o decatlo quanto o salto em distância em Melbourne 1956; teve que abandonar o segundo por uma contusão no joelho sofrida durante os treinamentos mas mesmo assim conseguiu a medalha de prata no decatlo, atrás de seu compatriota Milt Campbell. Em 1958 e 1960, ele quebrou novamente o próprio recorde mundial.
Enquanto treinava para os Jogos de Roma, Johnson foi convidado por seu amigo o ator Kirk Douglas, para participar do filme Spartacus, de Stanley Kubrick, que ele estrelaria, no papel de um gladiador etíope que se recusava a matar Spartacus – vivido por Douglas – após derrotá-lo num duelo de morte na arena. Johnson leu  o roteiro e quis fazer o papel , mas foi obrigado a desistir quando foi avisado pela Amateur Athletic Union, o órgão que regula os esportes amadores nos Estados Unidos, que caso fizesse isso seria considerado um profissional e não poderia mais competir nos Jogos Olímpicos. O papel acabou indo para outro ex-atleta da UCLA, Woody Strode.
Capa da revista TIME pouco antes do início dos Jogos Olímpicos e porta-bandeira da delegação americana nos Jogos, em Roma 1960, favorito no decatlo, ele conquistou o ouro derrotando seu colega de UCLA Yang Chuan-kwang, de Taiwan, com quem trocou a liderança várias vezes durante as modalidades da prova, vencendo no final, por uma pequena margem de 60 pontos, ao conseguir um bom desempenho na prova dos 1 500 m, na qual Yang era mais rápido. A partir daí dedicou-se ao cinema e à função de comentarista esportivo em televisões de Los Angeles.
Em 1968, Johnson trabalhou na campanha à presidência de Robert Kennedy e foi um dos homens que atacou e imobilizou o assassino do senador, Sirhan Bishara Sirhan, quando do bem sucedido atentado à vida do irmão do ex-presidente John Kennedy em Chicago, também assassinado cinco anos antes. Entre os vários filmes de que participou estão dois de Tarzan, com Mike Henry no papel principal, Wild in the Country com Elvis Presley, Um Raio em Céu Sereno com Angie Dickinson, a minissérie para tv Raízes e até uma ponta num filme de James Bond, Licence to Kill, já em 1989.
Morreu no dia 2 de dezembro de 2020, aos 86 anos, em Los Angeles.